# Верре, Франсуа
Франсуа Верре (фр. François Verret, 1955, Нант) – французский танцовщик и хореограф, представитель французского нового танца.

## Биография
По образованию архитектор. В 1970-х годах открыл для себя современный танец. C 1975 года танцевал с Карин Сапорта. Выступал в труппе  Эльзы Воллиастон и Хидэюки Яно Ma Danse Rituel Théâtre. В 1979 году создал свою компанию. В 1980 году со спектаклем Tabula rasa завоевал первую премию на Международном хореографическом конкурсе в Баньоле, также получил премию Министерства культуры Франции. В 1994 году обосновался со своей труппой в Обервилье, где открыл Театр-лабораторию, сотрудничал в ней с Матильдой Монье, Клаудией Триоцци. В 2001 году оставил руководство театром. В настоящее время – ассоциированный артист Национального театра Бретани в Ренне. 
Его спектакль Короткие замыкания (по мемуарной книге британского нейропсихолога Оливера Сакса Пробуждения) был показан на Авиньонском фестивале 2011.

## Творческие поиски
Героями постановок Верре, исполнителями в которых у него нередко становятся представители других искусств (циркачи, мимы, певцы и др.), обычно выступают персонажи с ограниченными или даже полностью утраченными возможностями "нормального" высказывания, движения, действия вообще. Этим мотивируется не только сюжетика его сценических "повествований", часто, кстати, опирающихся на прозу - роман, повесть, мемуары (в центре его спектаклей - попытка героев обрести себя, память, связь с другими), но и эксцентричная, "потерянная" пластика актёров, "неудобная" сценография спектаклей, экспериментальный хореографический язык Верре в целом.

## Избранные постановки
- 1980 : Tabula rasa
- 1986 : La Chute de la maison de carton
- 1991 : Le Vent de sa course
- 1992 : Où commencer ?
- 1994 : Nous sommes des vaincus
- 1996 : Отчёт для академии/ Rapport pour une académie (по новелле Кафки)
- 1997 : Qui voyez-vous ?
- 1997 : Memento
- 1998 : Концерт Каспара/ Kaspar Konzert (по биографии Каспара Хаузера)
- 2000 : Bartleby (по повести Мелвилла Писец Бартлби)
- 2003 : Тропка Музиля/ Chantier-Musil (по роману Музиля Человек без свойств)
- 2004 : Рикошет/ Contrecoup (по роману Фолкнера Авессалом, Авессалом!)
- 2006 : Без возврата/ Sans retour (по роману Мелвилла Моби Дик)
- 2006 : In the Back of my Mind (по песне Брайана Уилсона)
- 2008: Лёд/ Ice (по одноименному роману  Анны Каван)
- 2009 : Do You Remember No I Don't (по текстам Хайнера Мюллера)
- 2011: Короткие замыкания/ Courts-Circuits

## Признание
Премия Общества драматургов и театральных композиторов Франции (SACD, 2002).